# Castejón de Sos
Castejón de Sos (aragonesisch Castilló de Sos) ist eine Gemeinde in der Provinz Huesca in der Autonomen Gemeinschaft Aragonien in Spanien. Sie liegt in der Comarca Ribagorza. Der im Tal des Ésera an der Einmündung der von Benasque kommenden Straße in die Straße N-260 gelegene Ort ist als Station für das Gleitschirmfliegen bekannt.

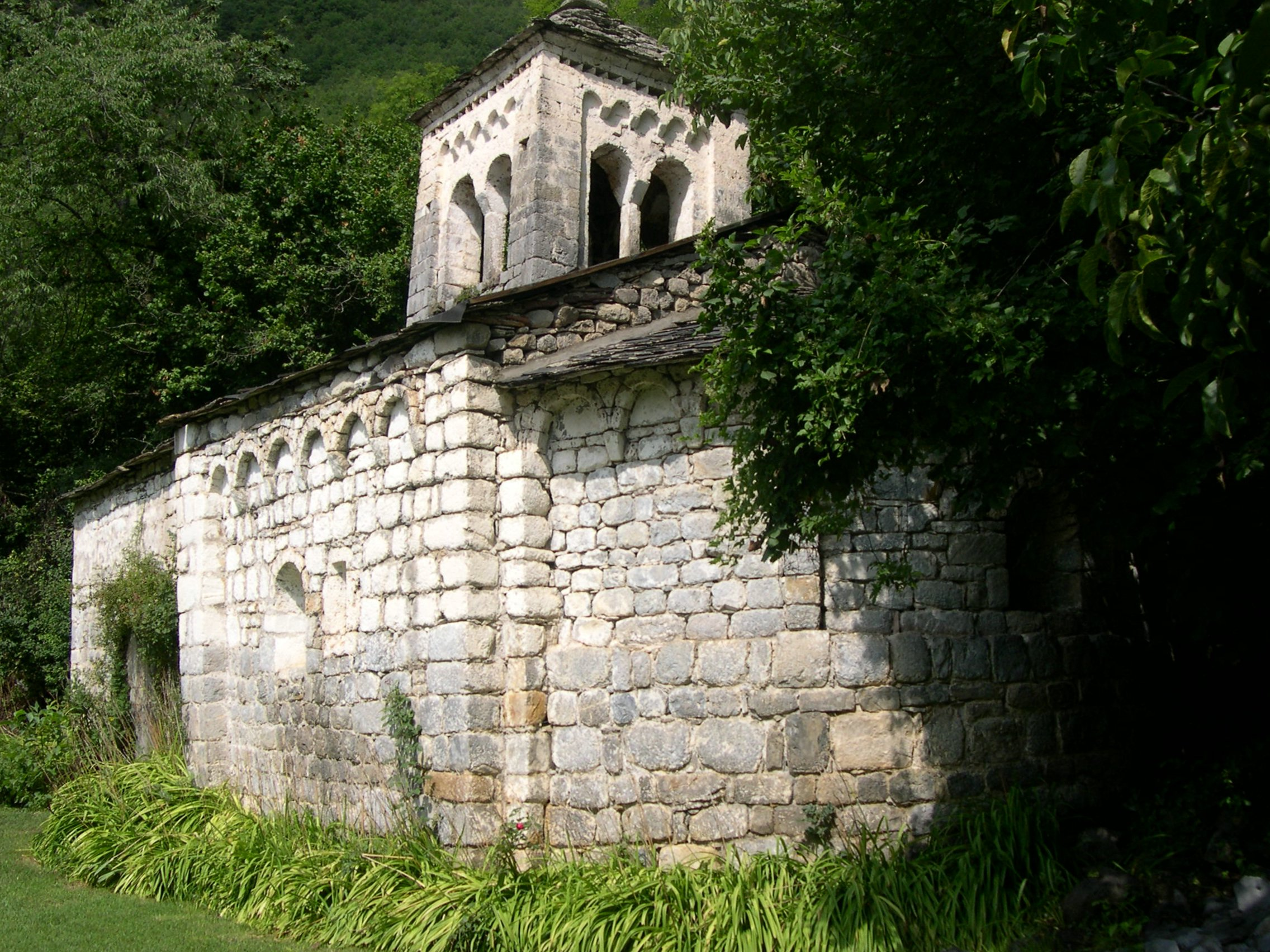
Die Einsiedelei Virgen de Gracia in El Run

## Gemeindegebiet
Die Gemeinde umfasst die Ortschaften:
- Castejón de Sos
- El Run
- Liri
- Ramastué

## Bevölkerungsentwicklung
| 1991 | 1996 | 2001 | 2004 |
| ---- | ---- | ---- | ---- |
| 449  | 514  | 617  | 731  |

## Sehenswürdigkeiten
- Romanische Einsiedelei Virgen de Gracia in El Run
- Kirche San Martín von Liri aus dem 17. Jahrhundert